# Chantal Youdum
Chantal Youdum es una productora, directora y cineasta camerunesa.

## Trayectoria
Es conocida por la serie web AISSA, de 2017,  películas como Rêve Corrompu, de 2017, sobre un joven que abandona su pueblo con la esperanza de prosperar en la ciudad, que fue seleccionado en la categoría de Documentales de África Central para el  Festival Écrans Noirs de 2018, por Sweet Dance, que contó con la actuación de Alain Bomo, y por Au cœur de l'amour, de 2011, serie de televisión de  TV 5 y Canal 2, telenovela de intrigas mentiras sobre una joven que no conocía a su padre, que contó con las actuaciones de  Valérie Duval, quien sustituyó a la actriz anterior que era Rouène, y Alain Bomo, y La bobonne.